# Página (memória de computador)

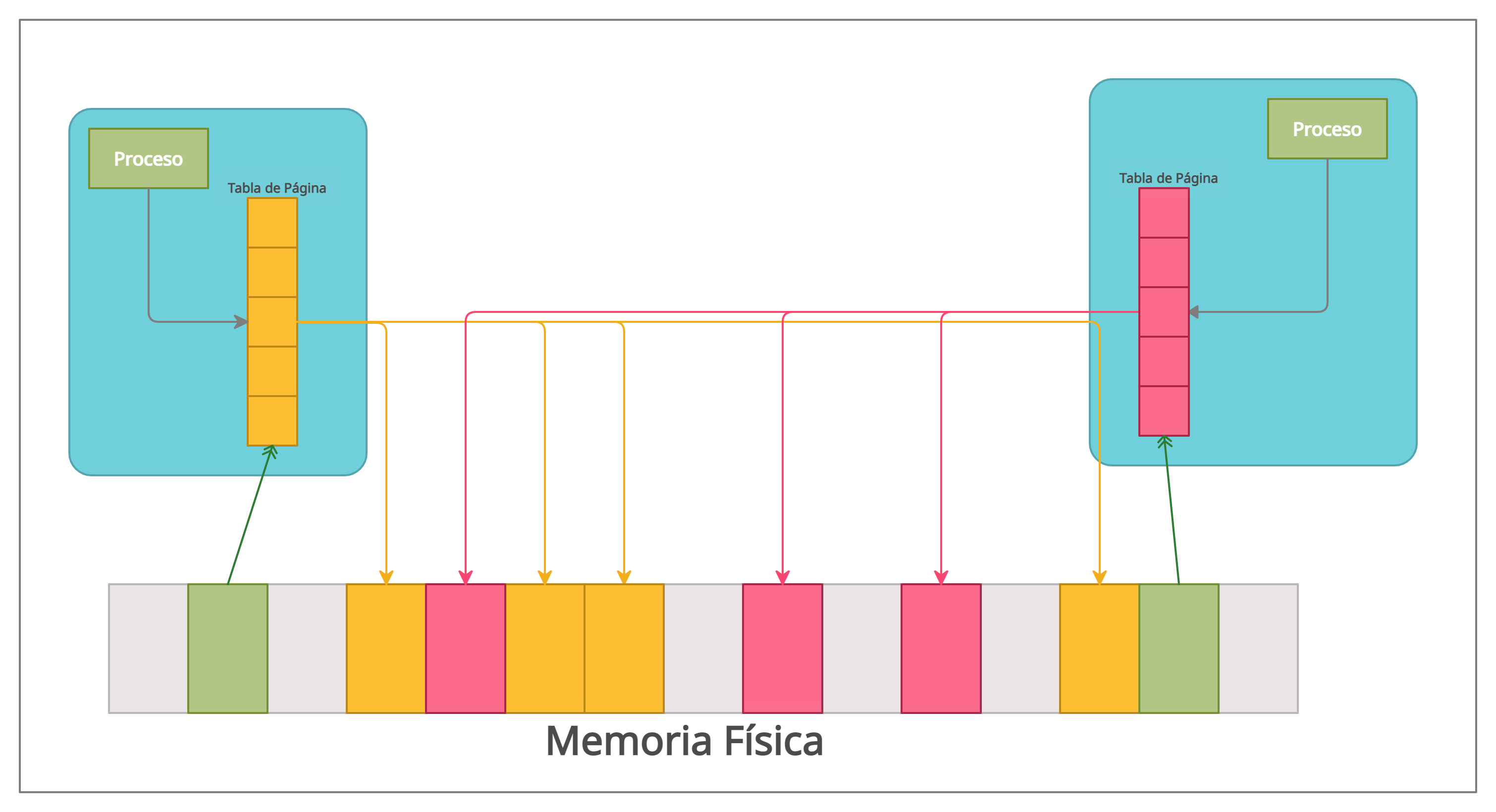
Uma ilustração de uma página.

Uma página, página de memória ou página virtual é um bloco contíguo de comprimento fixo de memória virtual, descrito por uma única entrada na tabela de páginas. É a menor unidade de dados para o gerenciamento de memória em um sistema operacional de memória virtual.
A memória virtual permite que uma página que não resida atualmente na memória principal seja endereçada e usada. Se um programa tenta acessar um local em tal página, uma exceção chamada de uma falha de página é gerada. O hardware ou o sistema operacional é notificado e carrega a página requerida do armazenamento auxiliar (disco rígido) automaticamente. Um programa que endereça a memória não possui conhecimento de uma falha de página ou de um processo que o segue. Assim um programa pode endereçar mais RAM (virtual) que existe fisicamente no computador. Memória virtual é um esquema que fornece aos usuários a ilusão de trabalhar com um grande bloco de espaço de memória contíguo (talvez até mais amplo que a memória real), quando na realidade a maioria de seus trabalhos estão em armazenamento (disco) auxiliar. Blocos (páginas) de tamanho fixo ou blocos de tamanho variável da tarefa são lidos em memória principal quando necessário.
Uma transferência de páginas entre memória principal e um armazenamento auxiliar, como uma unidade de disco rígido, é referenciada como paginamento ou swapping.